# Simon Grotrian
Simon Grotrian (født 21. december 1961, død 14. august 2019) var en dansk lyriker og forfatter.

## Liv
I 1980 blev Grotrian student fra Silkeborg Amtsgymnasium. Simon Grotrian døde 14. august 2019, dagen før udgivelsen af digtsamlingen Digte. Han ligger begravet på Lemming Kirkegård.

## Værk
Grotrian var en produktiv lyriker og salmedigter med mere end 40 udgivelser, digte, salmer, bønner og eventyr. Billedligheden i digtenes sprængte og fragmentariske stil giver mindelser til bl.a. surrealismen, men også til barokdigtningen og konkretismen. Grotrians digte er præget af både at være postmoderne og religiøse på samme tid, hvilket afstedkommer en helt særlig tone, der er blevet karakteriseret som "hvin" eller "hvinsk". Livsfælder fra 1993 betragtes som et hovedværk.
Grotrian havde blandt andet et tæt samarbejde med billedkunstneren Leif Dræby, der illustrerede flere af hans digtsamlinger.

### Digtsamlinger
- Gennem min hånd, 1987
- Kollage, 1988
- Næste himmel, 1989
- Fire, 1990
- Livsfælder, 1993
- Slangehøst, 1994
- En æske til Lot, 1995
- Magneter og ambrosia, 1996
- Ossians puls, 1997
- Ti, 1998
- Porcelænsbreve, 1999
- Livet er en ko, 2000
- Risperdalsonetterne, 2000
- Seerstemplet, 2001
- Udvalgte digte, 2003
- Korstogets lille tabel, 2004
- Melantonin, 2005
- Talkumekspressen, 2006
- Svane tåre tåre le, 2007 (Illustreret af Leif Dræby)
- Tyve sorte kinder, 2007 (Gyldendal, illustreret af Leif Dræby)
- Ofelialåger, 2007
- Å, 2008
- Arons besættelse, 2008
- Soprangalop, 2008
- Hørekrans, 2010 (illustreret af Leif Dræby)
- Billedets gale latter, 2015 (illustreret af Leif Dræby)
- Fuglestjernegynge, 2015 (Gyldendal, illustreret af Leif Dræby)
- Den korsfæstede budding (2016 Gyldendal)
- Mit nøgne hjerte, 2018 (Det aarhusianske forlag Herman & Frudit)
- Digte, 2019 (Det aarhusianske forlag Herman & Frudit)
- Regentflammehavet, 2020 (Det aarhusianske forlag Herman & Frudit)
- Marianergravens brud, 2022 (Det aarhusianske forlag Herman & Frudit)
- Eventyrdigte (illustreret af Adam Saks), 2023 (Det aarhusianske forlag Herman & Frudit)

### Salmebøger
- Jordens salt og verdens lys, 2006
- Din frelser blir din klippe, 2007
- Evahave, 2009
- Vanvidssalmer, 2009
- Frontalgalakser, 2009
- Vejen og sandheden og livet, 2023 (Det aarhusianske forlag Herman & Frudit)

### Bønner
- Citroner til Vorherre, 2008

## Eksterne links
- Simon Grotrian på gravsted.dk
- Amoklæsning (Afsnit P 2001) – syv personer læser Risperdalsonetterne af Simon Grotrian
- Talkumekspressen – uddrag af bogen
- Simon Grotrian på Forfatterweb.dk